# 아이오나 (아이다호주)

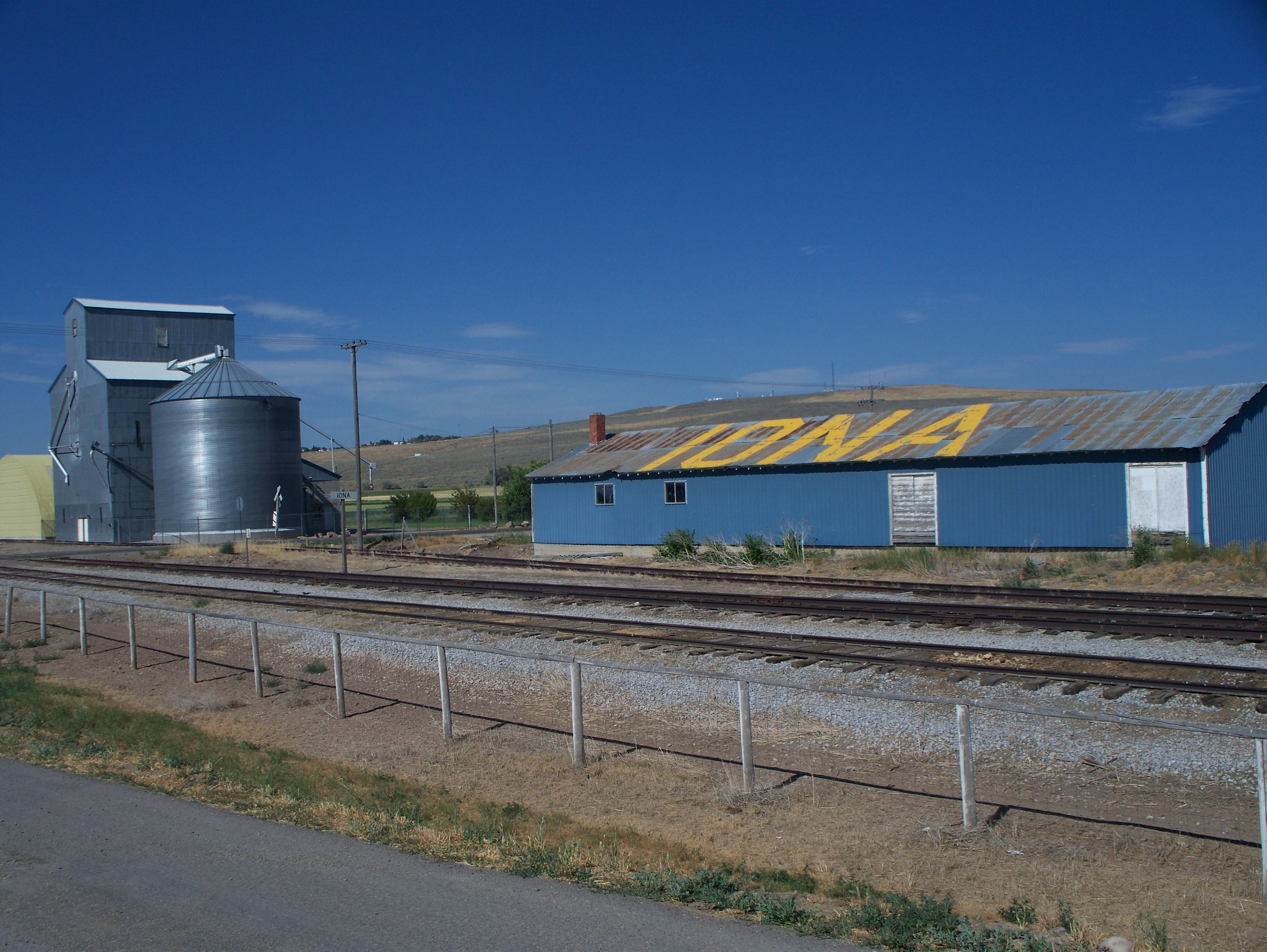
트레인 트럭 주변에 곡물 엘리베이터가 보인다.

아이오나(Iona)는 미국 아이다호주 보네빌군의 도시이다. 2010년 인구 조사에 따르면 인구 수는 총 1,803명이다.

## 지리
아이오나의 위치는 북위 43° 31′ 35″ 서경 111° 55′ 43″ / 북위 43.52639°  서경 111.92861°  (43.526319, -111.928478)이다.
미국 인구조사국에 따르면 이 도시의 총 면적은 1.10 제곱마일 (2.85 km2)이다.

## 인구
| 인구조사              | 인구  | Note  | %±     |
| --------------------- | ----- | ----- | ------ |
| 1910년                | 353   |       | —      |
| 1920년                | 630   |       | 78.5%  |
| 1930년                | 386   |       | −38.7% |
| 1940년                | 518   |       | 34.2%  |
| 1950년                | 502   |       | −3.1%  |
| 1960년                | 702   |       | 39.8%  |
| 1970년                | 890   |       | 26.8%  |
| 1980년                | 1,072 |       | 20.4%  |
| 1990년                | 1,049 |       | −2.1%  |
| 2000년                | 1,201 |       | 14.5%  |
| 2010년                | 1,803 |       | 50.1%  |
| 2018 (추산)           | 2,351 | [ 3 ] | 30.4%  |
| U.S. Decennial Census |       |       |        |